# إيمي شتاين
إيمي شتاين (بالألمانية: Emmy Stein)‏ هي عالمة نبات وعالمة وراثة ألمانية، ولدت في 21 يونيو 1879 في دوسلدورف في ألمانيا، وتوفيت في 21 سبتمبر 1954 في توبينغن في ألمانيا.